# Григорян Кирило Акопович
Кирило Акопович Григорян (рос. Кирилл Акопович Григорьян, нар. 2 квітня 1992, Санкт-Петербург, Росія) — російський стрілець, бронзовий призер Олімпійських ігор 2016 року.

## Виступи на Олімпіадах
| Олімпіада           | Дисципліна                  | Місце |
| ------------------- | --------------------------- | ----- |
| Ріо-де-Жанейро 2016 | гвинтівка лежачи, 50 метрів | 3     |

## Державні нагороди
- Медаль ордена «За заслуги перед Вітчизною» II ступеня (25 серпня 2016 року) — за високі спортивні досягнення на Іграх XXXI Олімпіади 2016 року в місті Ріо-де-Жанейро (Бразилія), виявлені волю до перемоги та цілеспрямованість[1].

## Зовнішні посилання
- Кирило Григорян — олімпійська статистика на сайті Sports-Reference.com (англ.) (архівна версія)